# E84 (trasa europejska)
E84 – trasa europejska pośrednia wschód-zachód, biegnąca przez europejską część Turcji.
E84 zaczyna się w Kesan, gdzie odbija od tras europejskich E87 i E90. Biegnie szlakiem drogi krajowej nr 110 przez Tekirdag do wsi Germeyan 12 km na zachód od Silivri, gdzie łączy się z trasą E80.
Ogólna długość trasy E84 wynosi około 142 km.

## Stary system numeracji
Do 1983 roku obowiązywał poprzedni system numeracji, według którego oznaczenie E84 dotyczyło trasy: (Praga) — Igława — Znojmo — Wiedeń. Arteria E84 była wtedy zaliczana do kategorii „B”, w której znajdowały się trasy europejskie będące odgałęzieniami oraz łącznikami.

### Drogi w ciągu dawnej E84
Lista dróg opracowana na podstawie materiału źródłowego
| Czechosłowacka Republika Socjalistyczna | droga nr 38: Jihlava – Stonařov – Želetava – Moravské Budějovice – Znojmo – granica z Austrią                                                      |
| Austria                                 | - droga nr 2: granica z Czechosłowacją – Guntersdorf – Hollabrunn - droga nr 2: Hollabrunn – Stockerau - droga nr 2: Stockerau – Korneuburg – Wien |